# Bibliometria
Bibliometria – nazwa stosowana od 1969 r., przez Alana Pritcharda i Roberta A. Faithorne’a zamiast wcześniejszej, nieścisłej nazwy bibliografia statystyczna. Ta nauka wywodzi się z badań naukometrycznych i jest zbiorem metod matematycznych oraz statystycznych używanych do badania komunikacji piśmienniczej.
Opiera się na analizie danych bibliograficznych publikacji, według poszczególnych cech: czasopisma, autora, hasła klasyfikacji tematycznej czy państwa.
Istnieje wiele ośrodków badań bibliometrycznych, w tym holenderskie Centre for Science and Technology Studies czy hiszpańskie The EC3 Research group. Od 1978 roku ukazuje się międzynarodowe czasopismo Scientometrics.

## Alternatywne metryki
Alternatywne metryki (ang. altmetrics, alternative metrics) są to wskaźniki pozwalające na mierzenie w trybie online stopnia wpływu prowadzonych badań naukowych. Wskaźniki alternatywne mają na celu uzupełnienie tradycyjnych miar bibliometrycznych takich jak wskaźnik cytowań lub wskaźnik Hirscha.